# Himertula marginata
Himertula marginata är en insektsart som först beskrevs av Brunner von Wattenwyl 1878.  Himertula marginata ingår i släktet Himertula och familjen vårtbitare. Inga underarter finns listade i Catalogue of Life.